# 제23회 카를로비바리 국제 영화제
제23회 카를로비바리 국제 영화제는 1982년 7월 3일에 열린 시상식이다.

## 수상 및 후보

### 대상(장편)
- Campanas rojas - Sergej Bondarčuk 수상

### 심사위원특별상(장편)
- 피의 결혼식 - 카를로스 사우라 수상
- Jaroslav Balík - Jaroslav Balík 수상

### 남우주연상(장편)
- 황금 연못 - 헨리 폰다 수상
- Threshold - 아담 볼드윈 수상